# Guten Morgen, du Schöne: Ute
Guten Morgen, du Schöne: Ute ist ein 1979 geschaffener Film des Fernsehens der DDR von Thomas Langhoff nach einem Kapitel aus dem 1977 erschienenen Buch Guten Morgen, du Schöne von Maxie Wander.

## Handlung
Ute sitzt im Bett eines Krankenzimmer im Krankenhauses, lackiert sich die Fußnägel und fängt an im breiten Berliner Dialekt zu erzählen. Eine Bettnachbarin hört ihr zu. Sie ist eine junge, unverheiratete Frau. Von ihren Eltern berichtet sie, dass diese aus einfachsten Verhältnissen stammen, aber fortschrittliche Leute sind, die sich in ihrer Ehe weiterentwickelt haben. Aber die Erziehung von ihr und ihren Geschwistern sei eine Katastrophe gewesen. Sie liebte ihren großen Bruder, dessen frühen Tod sie miterleben musste und von dem sie heute noch träumt. Sie hat sich immer ihren Eltern untergeordnet und wohnt noch bei ihnen bis zum Ende ihres Fernstudiums. Dann will sie ausziehen und mit ihrem Kind, ihrem Freund und einem befreundeten Pärchen eine Großfamilie gründen. Darauf freut sie sich und auf all die Probleme und Herausforderungen die damit verbunden sind und es zu meistern gilt. Mit Selbstbewusstsein und Bodenständigkeit hat sie all ihre Probleme in den Griff bekommen, auch bei schmerzhaften Rückschlägen. Sie ist in ihrem Betrieb anerkannt, beschwert sich aber innerlich über die geistige Müdigkeit der Kollegen und das fehlende Engagement für positive Veränderungen in der Leitung. Trotz aller Schwierigkeiten im Freundeskreis, der Partnerschaft und dem Beruf freut sie sich auf die Zukunft. ... ihre Bettnachbarin ist eingeschlafen.

## Produktion
Das DDR-Fernsehen produzierte auf Grundlage von Guten Morgen, du Schöne sieben Fernseh-Produktionen, wobei der Film des Regisseurs Hans-Werner Honert über drei junge Frauen aus Maxi Wanders Buch Aufführungsverbot erhielt und deshalb erst nach der Wende gezeigt werden konnte. Die jeweils anderen drei Folgen von Vera Loebner (mit elektronischen Fernsehkameras aufgenommen) und Thomas Langhoff (mit 16 mm Filmkamera aufgenommen) wurden 1979 und 1980 ausgestrahlt.
Die Erstausstrahlung dieses Farbfilms erfolgte am 20. März 1980 im 2. Programm des Fernsehens der DDR.